# Lee James
Lee Roy James junior (* 31. Oktober 1953 in Gulfport, Mississippi; † 11. Februar 2023 in Raleigh, North Carolina) war ein US-amerikanischer Gewichtheber. Er gewann bei den Olympischen Spielen 1976 eine Silbermedaille im Mittelschwergewicht.

## Werdegang
Lee James begann als Jugendlicher mit dem Gewichtheben und trat nach ersten Erfolgen im nationalen Bereich dem York BBC bei, wo er von Karl Faeth trainiert wurde. In der Nationalmannschaft, in der er 1974 aufgenommen wurde, war Dick Smith sein Trainer.
Bei seinem ersten Start an den US-amerikanischen Meisterschaften der Senioren im Jahre 1974 belegte er im Leichtschwergewicht mit 300 kg (135–165) im Zweikampf den 4. Platz hinter Tom Hirtz, 307,5 kg, Sam Bigler, 302,5 kg und Russell Knipp, 302,5 kg. Noch im selben Jahr startete er bei der Pan-Amerikanischen Meisterschaften und belegte dort mit 300 kg hinter dem Kubaner Lopez, der 302,5 kg erzielte, den 2. Platz. Auch bei den Weltmeisterschaften 1974 in Manila wurde er eingesetzt und belegte dort mit 305 kg (137,5–167,5) den 8. Platz.
1975 erzielte Lee James bei den US-amerikanischen Meisterschaften im Leichtschwergewicht 312,5 kg (142,5–170) und kam damit hinter Peter Rawluk, der ebenfalls 312,5 kg erzielte, aber etwas leichter war als er, auf den 2. Platz. Bei den Pan Amerikanischen Spielen 1975 in Mexiko-Stadt konnte er sich an dem Kubaner Lopez revanchieren und holte sich mit 315 kg den Meistertitel. Lopez erzielte 312,5 kg. Er wurde auch wieder bei den Weltmeisterschaften, die in Moskau stattfand eingesetzt, musste dort aber mit seiner Leistung von 307,5 kg (137,5–170) erkennen, dass er von der eigentlichen Weltspitze noch weit entfernt ist. Weltmeister wurde Walery Schary aus der UdSSR, der im Zweikampf 357,5 kg erzielte.
Lee James wechselte nach diesen Weltmeisterschaften in das Mittelschwergewicht und konnte in dieser Gewichtsklasse einen großen Leistungssprung verzeichnen. Er wurde 1976 US-amerikanischer Meister mit 355 kg (160–195) im Zweikampf und besiegte damit Phil Grippaldi, der auf 345 kg kam, klar. Bei den Olympischen Spielen in Montreal konnte er sich auf 362,5 kg (165–197,5) im Zweikampf steigern und gewann damit ganz überraschend hinter dem überragenden David Rigert aus der UdSSR, 382,5 kg (170–212,5), aber noch vor Atanas Schopow aus Bulgarien, 360 kg (155–200) die olympische Silbermedaille.
Nach diesen Olympischen Spielen verletzte sich Lee James am rechten Knie und konnte im Jahre 1977 keine Starts absolvieren. 1978 gelang ihm aber ein Comeback, als er mit 355 kg (160–195) erneut US-amerikanischer Meister im Mittelschwergewicht wurde. Die gleiche Leistung erbrachte er kurz danach beim Turnier der Freundschaft in Moskau, wo er mit diesem Resultat hinter Adam Saidulajew, UdSSR, 275 kg, den 2. Platz belegte.
Kurz danach traten bei ihm erneut Knieprobleme auf, die sich als so schwerwiegend herausstellten, dass er seine Gewichtheberlaufbahn, die eigentlich noch am Anfang stand, mit 25 Jahren beenden musste.

## Internationale Erfolge
| Jahr | Platz  | Wettbewerb                               | Gewichtsklasse | |
| 1974 | 1.     | Nordamerikanische Meisterschaften        | Leichtschwer   | mit 285 kg, vor Stark, USA, 282,5 kg u. St.Jean, Kanada, 280 kg                                              |
| 1974 | 2.     | Pan Amerikanische Meisterschaften        | Leichtschwer   | mit 300 kg, hinter Lopez, Kuba, 302,5 kg, vor Justiniani, Panama, 285 kg                                     |
| 1974 | 8.     | WM in Manila                             | Leichtschwer   | mit 305 kg (137,5–167,5), Sieger: Trendafil Stojtschew, Bulgarien, 350 kg, vor Leif Jensen, Norwegen, 350 kg |
| 1975 | 1.     | Pan Amerikanische Spiele in Mexiko-Stadt | Leichtschwer   | mit 315 kg (140–175), vor Lopez, 312,5 kg u. Justiniani, 295 kg                                              |
| 1975 | 13.    | WM in Moskau                             | Leichtschwer   | mit 307,5 kg (137,5–170), Sieger: Walery Schary, UdSSR, 357,5 kg vor Trendafil Stojtschew, 357,5 kg          |
| 1975 | 3.     | Vorolympische Spiele in Montreal         | Mittelschwer   | mit 330 kg (150–180), hinter David Rigert, UdSSR, 377,5 kg u. Jakovou, Griechenland, 340 kg                  |
| 1976 | Silber | OS in Montreal                           | Mittelschwer   | mit 362,5 kg (165–197,5), hinter David Rigert, 382,5 kg, vor Atanas Schopow, Bulgarien, 360 kg               |
| 1978 | 2.     | Turnier der Freundschaft in Moskau       | Mittelschwer   | mit 355 kg (160–195) hinter Adam Saidulajew, UdSSR, 375 kg                                                   |

## WM-Einzel-Medaillen
- Silbermedaille: 1976/Reißen/Mittelschwer
- Bronzemedaille: 1976/Stoßen/Mittelschwer

## US-amerikanische Meisterschaften
| Jahr | Platz | Gewichtsklasse | Ergebnis                                                                                          |
| 1974 | 4.    | Leichtschwer   | mit 300 kg (135–165), hinter Tom Hirtz, 307,5 kg, Sam Bigler, 302,5 kg u. Russell Knipp, 302,5 kg |
| 1975 | 2.    | Leichtschwer   | mit 312,5 kg (142,5–170), hinter Peter Rawluk, 312,5 kg                                           |
| 1976 | 1.    | Mittelschwer   | mit 355 kg (160–195), vor Phil Grippaldi, 345 kg                                                  |
| 1978 | 1.    | Mittelschwer   | mit 355 kg (160–195), vor Paul Salisbury, 332,5 kg                                                |

## Erläuterungen
- alle Wettkämpfe im Zweikampf, bestehend aus Reißen und Stoßen,
- OS = Olympische Spiele,
- WM = Weltmeisterschaften,
- Leichtschwergewicht, damals bis 82,5 kg Körpergewicht,
- Mittelschwergewicht, damals bis 90 kg Körpergewicht